# Parczówek
Parczówek – wieś w Polsce położona w województwie łódzkim, w powiecie opoczyńskim, w gminie Białaczów.
| SIMC    | Nazwa             | Rodzaj                          |
| ------- | ----------------- | ------------------------------- |
| 0536551 | Kliny             | część wsi                       |
| 0536568 | Na Górach         | część wsi                       |
| 0536574 | Na Podłężu        | część wsi                       |
| 1039518 | Wólka Dobromirowa | część wsi (zniesiona z 2023 r.) |

W latach 1975–1998 miejscowość administracyjnie należała do województwa piotrkowskiego.
Przez wieś przepływa rzeka Drzewiczka – dopływ Pilicy. W wyniku powodzi w roku 2010 uszkodzony został most łączący Parczówek z Kuraszkowem.
Historia: W dokumentach z XV wieku widnieje 392 mieszkańców, dziedzicem był Piotr Parczowski herbu Odrowąż. W XVI wieku, według ksiąg poborowych z 1577 roku wieś była własnością Anny Krzykowskiej. W 1827 roku wieś liczyła 290 mieszkańców ("Słownik Geograficzny Królestwa Polskiego" z 1886 roku).
Wierni kościoła rzymskokatolickiego należą do parafii św. Doroty w Petrykozach.